# Reddingsopstijging

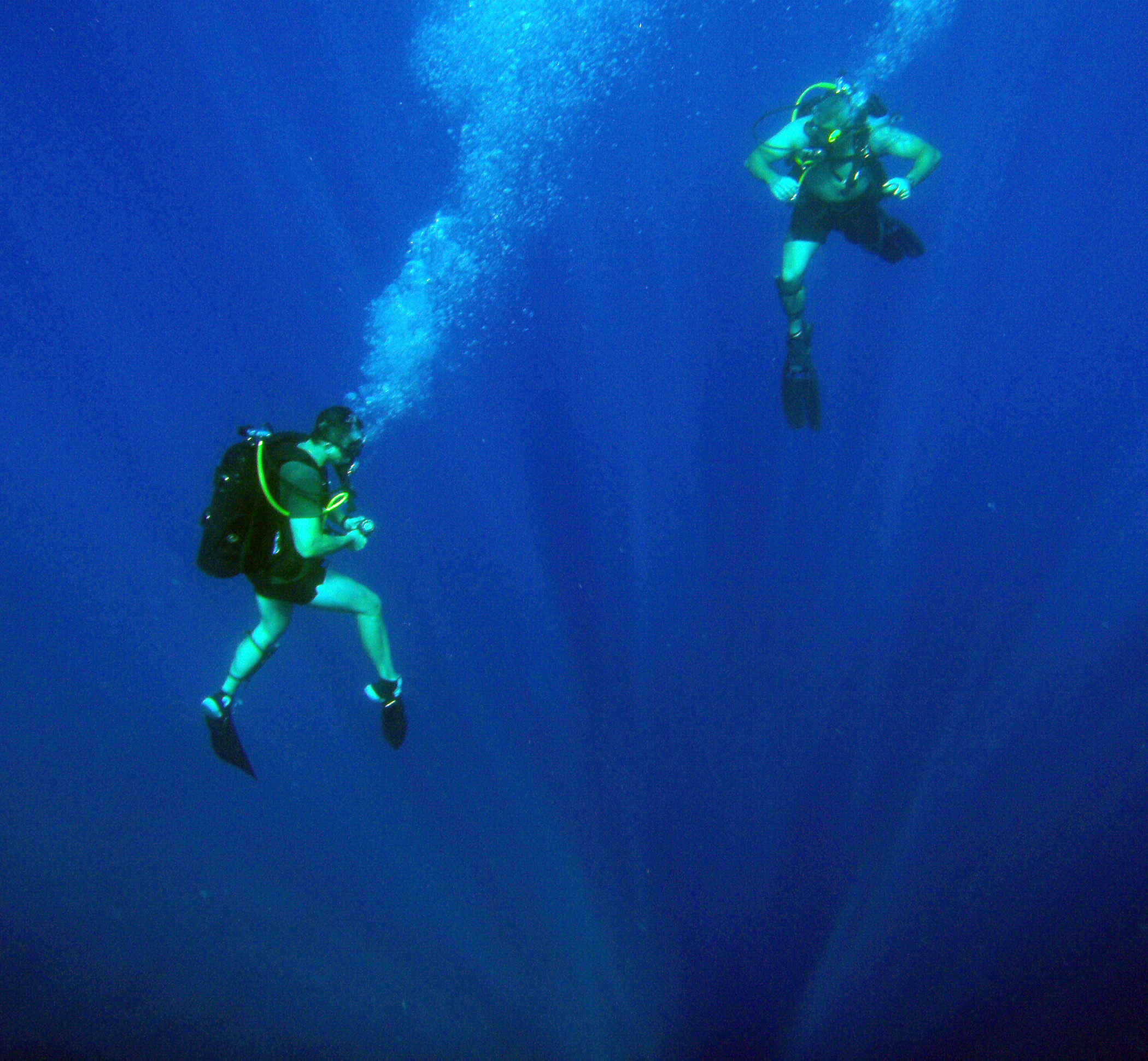
Start duikreddingsoefening - duiker benadert te redden collega

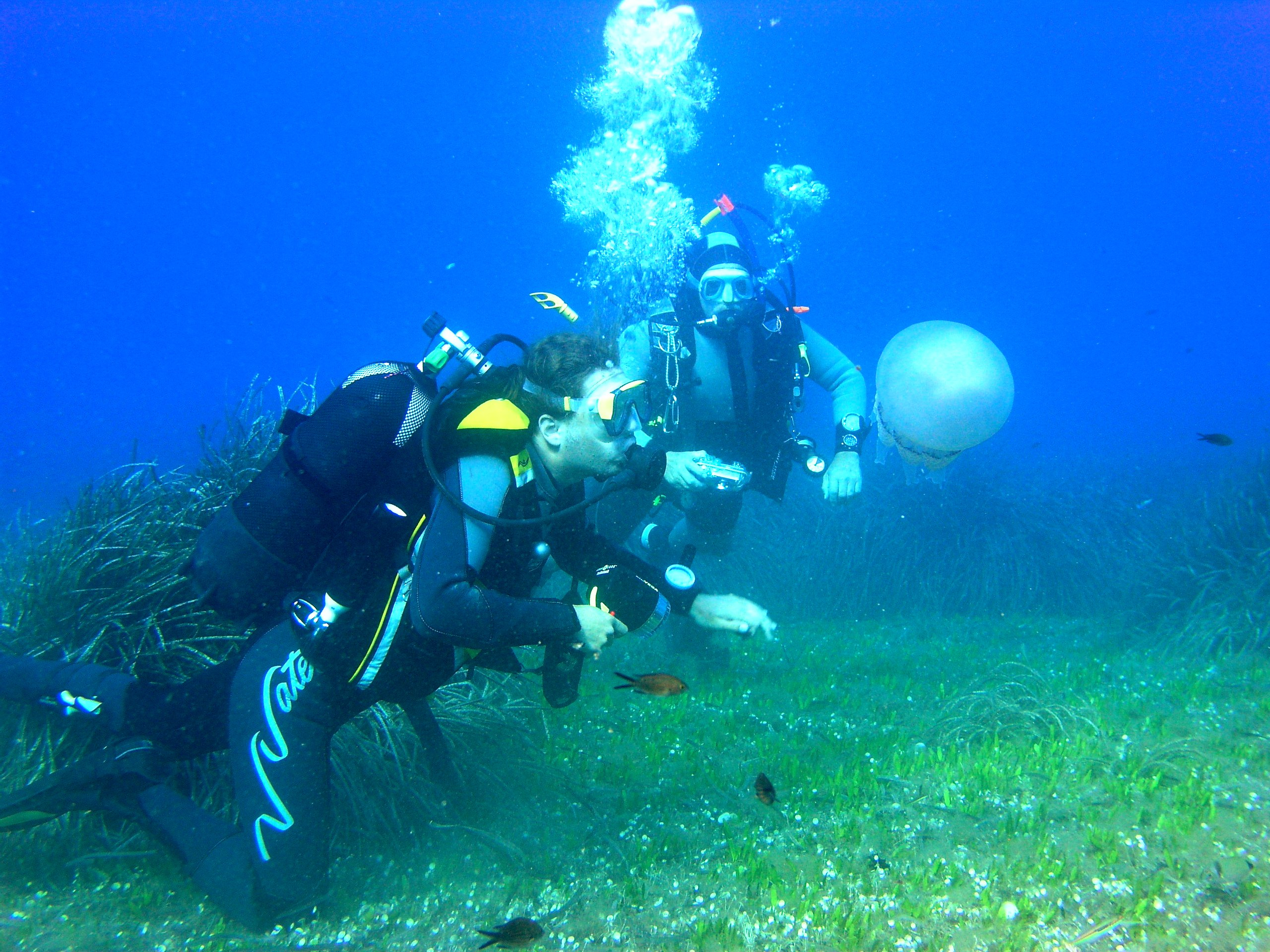
Begin oefening - duiker is gearriveerd bij te redden collega

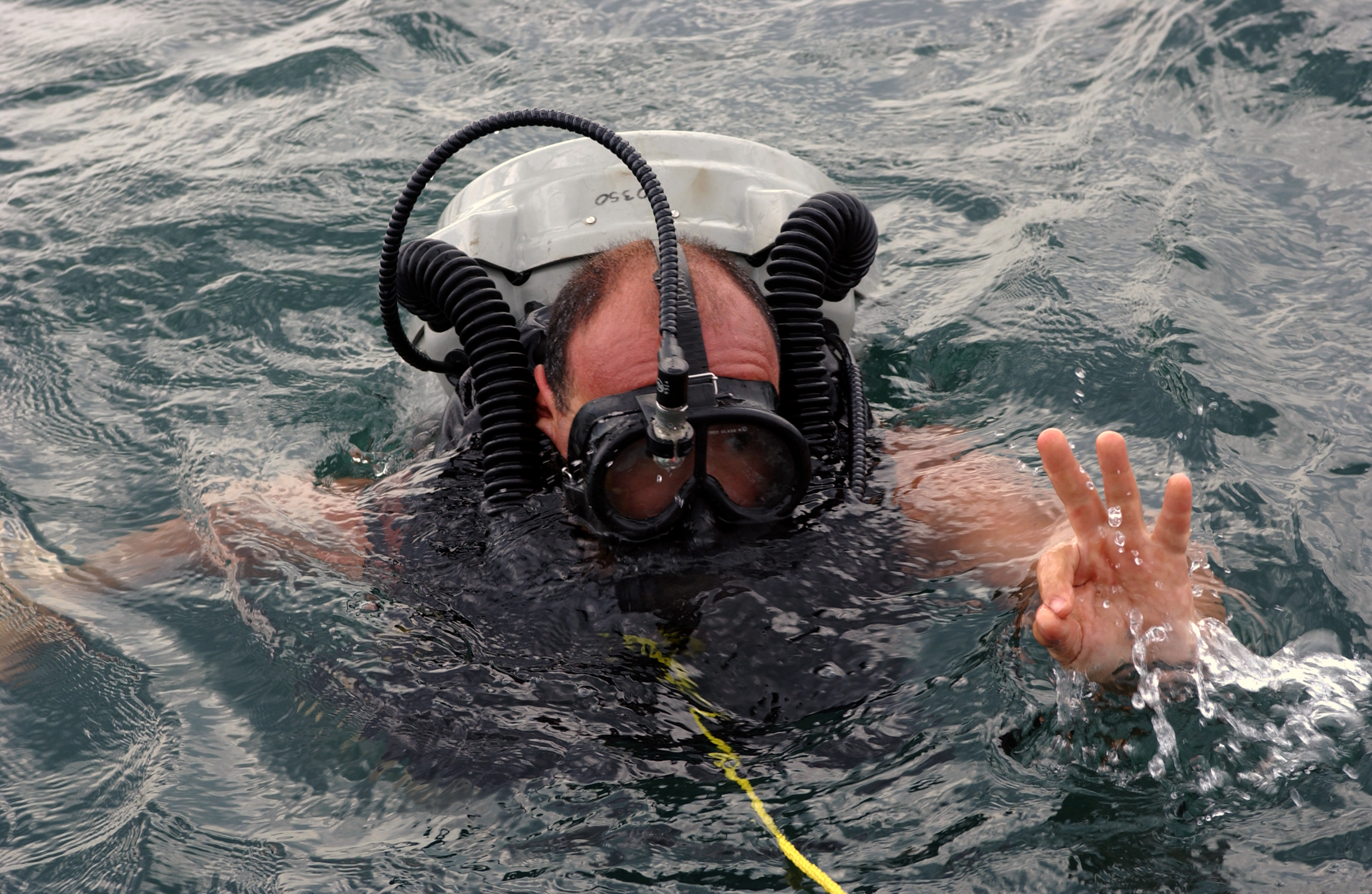
Reddend duiker geeft OK teken na goede afloop oefening

Een reddingsopstijging is een duikhandeling ter redding van een collegaduiker die niet meer zelf tot een opstijging in staat is.

## Toepassing
De reddingsopstijging is een in de duikopleiding verplicht aan te leren noodprocedure. Deze wordt toegepast wanneer een andere duiker niet meer in staat is om zelf op te stijgen. Hiertoe geeft de in nood verkerende duiker een internationaal signaal indien deze daartoe nog in staat is.

## Uitvoering
De initiële handeling van de procedure bestaat er uit dat de uitvoerder de andere duiker stevig vasthoudt aan zijn vest. Nadat dit gebeurd is, wordt het eigen trimvest leeggemaakt. Hierna blaast de handelende duiker het trimvest van de ander langzaam op om de opstijging in gang te zetten. Hierbij wordt met behulp van een duikhorloge en een dieptemeter of via een duikcomputer de stijgsnelheid voortdurend in de gaten gehouden. Bij een te snelle stijging (een bovengrens is 10 meter per minuut) wordt ter voorkoming van caissonziekte de snelheid geminderd door het deels laten leeglopen van het trimvest van de te redden collega. Eenmaal aan de oppervlakte gekomen blijft de uitvoerder de geredde persoon vasthouden en blaast het trimvest volledig op zodat de persoon niet kan wegzakken. Vervolgens kan de geredde persoon naar de kant gebracht worden door middel van een armklem of schoudergreep.

## Vereiste
De procedure is in Nederland standaard vereist aan te leren indien men een duikcursus volgt bij een bij de Nederlandse Onderwatersport Bond aangesloten duikvereniging of duikschool.